# موازنة الحمل (حوسبة)

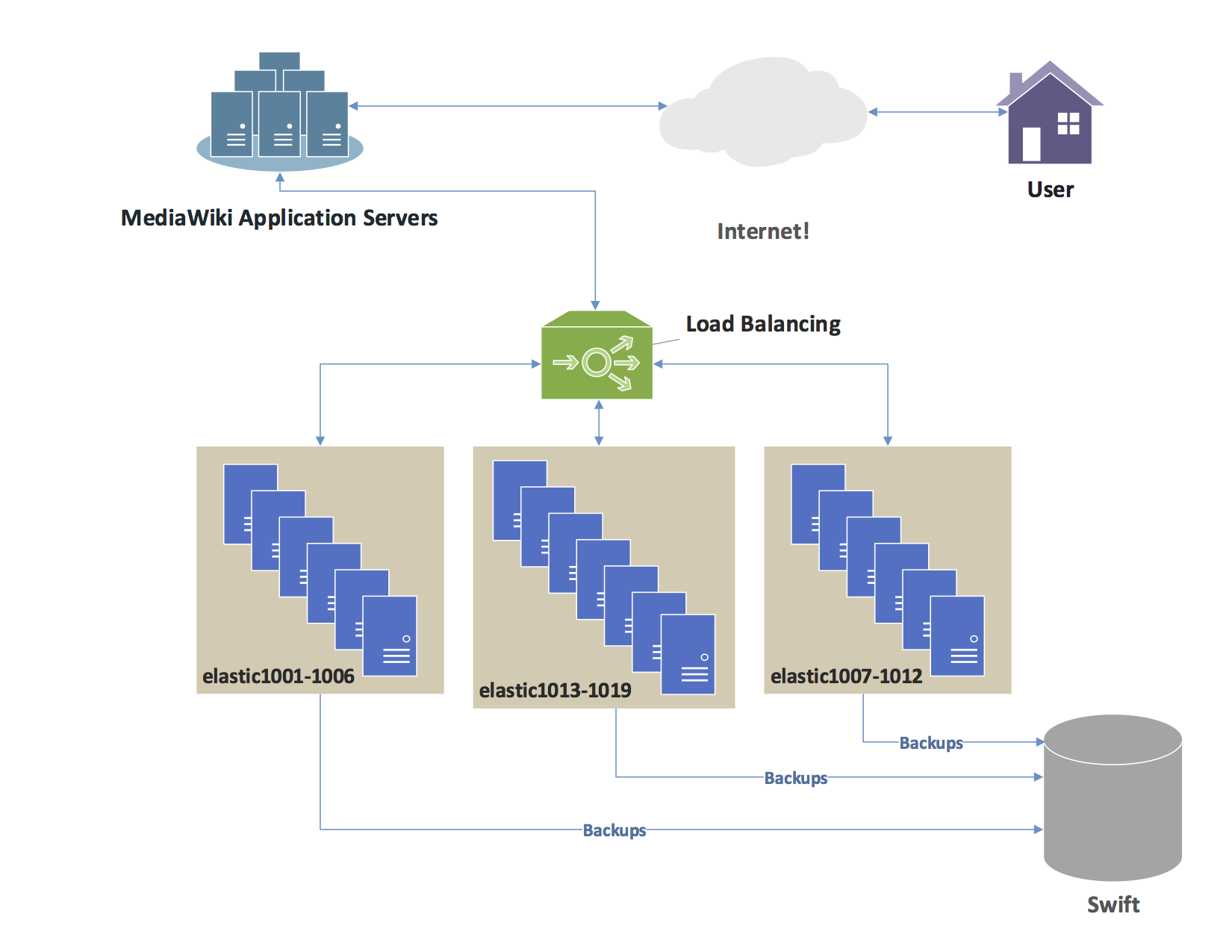
شكل موازنة الحمل في مخطط

موازنة الحمل (بالإنجليزية: Load balancing)‏ هو مصطلح يشير إلى التوزيع الفعال لحركة مرور الشبكة الواردة عبر مجموعة من الخوادم الخلفية، والمعروفة أيضًا باسم مصف الخوادم أو تجمع الخوادم. يعمل موازن التحميل بمثابة «شرطي المرور» الذي يجلس أمام الخوادم الخاصة بك ويقوم بتوجيه طلبات العميل عبر جميع الخوادم القادرة على تلبية هذه الطلبات بطريقة تزيد من السرعة واستغلال السعة وتضمن عدم وجود خادم واحد يعمل فوق طاقته، مما قد يؤدي إلى تدهور الأداء.
في حالة تعطل خادم واحد، يقوم موازن التحميل بإعادة توجيه حركة المرور إلى الخوادم عبر الإنترنت المتبقية. عند إضافة خادم جديد إلى مجموعة الخادم، يبدأ موازن التحميل تلقائيًا في إرسال الطلبات إليه.